# True Colours
| Críticas profissionais | Críticas profissionais |
| Avaliações da crítica  | Avaliações da crítica  |
| Fonte                  | Avaliação              |
| ---------------------- | ---------------------- |
| All Music Guide        | link                   |

True Colours é o quinto álbum de estúdio da banda neozelandesa de new wave Split Enz, lançado em 1980.[carece de fontes?] Foi o álbum de maior sucesso comercial da banda e tem como single principal "I Got You", que alcançou o #1 na Austrália e na Nova Zelândia.

## Faixas
Todas as letras escritas por Tim Finn, exceto onde indicado. 
| N.º | Título                         | Compositor   | Duração |  |
| 1.  | "Shark Attack"                 |              | 2:52    |  |
| 2.  | "I Got You"                    | Neil Finn    | 3:24    |  |
| 3.  | "What's the Matter With You"   | Neil Finn    | 3:02    |  |
| 4.  | "Double Happy"                 | Eddie Rayner | 3:15    |  |
| 5.  | "I Wouldn't Dream of It"       |              | 3:14    |  |
| 6.  | "I Hope I Never"               |              | 4:26    |  |
| 7.  | "Nobody Takes Me Seriously"    |              | 3:24    |  |
| 8.  | "Missing Person"               | Neil Finn    | 3:32    |  |
| 9.  | "Poor Boy"                     |              | 3:19    |  |
| 10. | "How Can I Resist Her"         |              | 3:26    |  |
| 11. | "The Coral Sea" (instrumental) | Split Enz    | 4:29    |  |